# Podkościele (Dąbrowa Tarnowska)
Podkościele (alt. Dąbrowica) – część miasta Dąbrowa Tarnowska w Polsce, położona w województwie małopolskim, w powiecie dąbrowskim.
Leży w centrum miasta, 200 m na połudne od dąbrowskiego rynku, wzdłuż ulicy Kościelnej i jej skrzyżowania z ulicami Różaną i Szkolną. Nazwa pochodzi od znajdującego się tu Kościoła Wszystkich Świętych. Jest to obszar wysoce zurbanizowany.

## Historia
Dawniej samodzielna wieś i gmina jednostkowa w powiecie dąbrowskim, od 1920 w województwie krakowskim. W 1921 roku liczyła 655 mieszkańców.
1 stycznia 1926 Podkościele (wraz z Bagienicą i Rudą Zazamczem) włączono do Dąbrowy Tarnowskiej.